# Фелікс Ландау
Фелікс Ландау (нім. Felix Landau; 21 травня 1910, Відень, Австро-Угорщина — 4 квітня 1983) — СС-Гауптшарфюрер, член Айнзатцкоммандо під час Другої світової війни. Брав участь в убивстві львівських професорів у липні 1941 року. Керівник єврейського відділу гестапо (нім. Geheime Staatspolizei) Дрогобича від липня 1941 по травень 1943 року. Відомий через свій щоденник і тим, що пощадив галицького письменника Бруно Шульца в 1942 році.

## Життєпис
Фелікс Ландау був позашлюбною дитиною. Чисто єврейське прізвище йому дісталося від вітчима-єврея. У 1925 році Ландау вступив в Гітлер'югенд. У березні 1930 року Ландау вступив на службу в Австрійську армію, з якої був виключений у червні 1933 року, через членство у НСДАП. 
У 1934 році Ландау брав участь у вбивстві канцлера Енґельберта Дольфуса, за що був ув'язнений. Втік з в'язниці у 1937 році та перебрався до Третього Рейху, де був нагороджений «Орденом крові».
Після війни Ландау вдалося зловити лише в 1959 році, він був засуджений до довічного ув'язнення. За гарну поведінку Ландау звільнили в 1971 році. Помер Ландау в 1983 році. 

## Ландау і Бруно Шульц
Ландау любив мистецтво, мистецтво Шульца зокрема, тому забезпечив йому захист і додаткове харчування. У свою чергу, він замовив в художника намалювати безліч фресок для спальні свого юного сина, із зображеннями героїв зі сцен казки братів Грімм, які обличчями мали бути схожі на Ландау та його жінку.
Ландау прибув до Дрогобича з молодою коханкою і двома дітьми і розмістився в будинку неподалік Ринку. Подейкували, що він був причетний до масового винищення євреїв у Львові, зокрема професорів університету. В світському житті Ландау представлявся архітектором, естетом та знавцем мистецтва і хизувався особистим знайомством з митцем Бруно Шульцом.
Старі дрогобичани згадують, що цей гестапівець вирізнявся особливою жорстокістю. З балкону свого будинку він часто спостерігав за мешканцями гетта і для розваги, щоб похвалитися гостям своїм умінням стріляти, вбивав випадкових перехожих євреїв. Одною з таких жертв став підопічний іншого гестапівця, Карла Гюнтера, суперника у кар'єрі та особистого ворога Ландау. Гюнтер пообіцяв помститися і дотримав слова: мішенню його помсти став саме Бруно Шульц.
Шульц відчував небезпеку з перших днів німецької окупації. Вражений вбивствами десятків знайомих йому єврейських родин, письменник нарешті погодився на пропозицію Зофії Налковської переїхати до Варшави під іншим прізвищем і з фальшивими документами. Виїзд було заплановано на 19 листопада 1942 року. Перед самим від'їздом Шульц вийшов з будинку гетто, щоб узяти пайку хліба в дорогу і був убитий Карлом Ґюнтером. Це сталося відразу після того, як письменник перейшов вулицю, всього за сотню метрів від місця, де колись стояв родинний дім Шульців. Закривавлене тіло потім ще довго лежало на тротуарі, щоб інші бачили і мали страх, а гестапівець задоволено розповідав, як він помстився Ландау за смерть «свого єврея».
Ландау ворогував з Ґюнтером. Вбивство Шульца стало актом відплати за те, що Ландау трохи раніше застрелив опікуваного Ґюнтером іншого єврея, лікаря-стоматолога Льова.